# Casa de los Países Bajos
La Casa de los Países Bajos en Münster alberga instituciones que se ocupan de los Países Bajos y Flandes con fines de investigación y enseñanza.

## Instituciones en la Casa de los Países Bajos
El Centro de Estudios Holandeses es la única institución científica de Alemania que se dedica a los Países Bajos y a Flandes en la enseñanza, la investigación y los servicios de manera interdisciplinaria. El objetivo de la institución es lograr una comprensión profunda del área geográfica donde predomina el idioma neerlandés y sus relaciones con Alemania. El centro fue fundado en 1989 y está afiliado a la Universidad de Münster. Allí, entre otras cosas, se puede obtener una licenciatura o una maestría en estudios regionales en el programa de estudios de los Países Bajos y Alemania.
El Instituto de Filología Holandesa, como institución de la Universidad de Münster, se dedica a la investigación y enseñanza de la lengua común de los Países Bajos y Flandes. Con más de 300 estudiantes, el Instituto es la mayor organización dedicada a los estudios holandeses fuera de los Países Bajos y Flandes. Los estudiantes pueden obtener varios títulos de licenciatura y maestría en Estudios Holandeses y el máster de Educación, que forma a los futuros profesores de neerlandés, así como la maestría de Traducción Literaria y Transferencia Cultural Alemania-Holanda.
La biblioteca alberga la colección más extensa de publicaciones sobre la cultura holandesa en el mundo de habla alemana. Con aproximadamente 65.000 volúmenes de la colección centrada en la cultura neerlandesa y otros 30.000 volúmenes del Instituto de Filología Neerlandesa y el Centro de Estudios Neerlandeses, la biblioteca ofrece condiciones únicas para la investigación sobre los Países Bajos en Alemania. También es una biblioteca filial de la Universidad de Münster y de la Biblioteca Estatal de Renania del Norte-Westfalia.
La Asociación Profesional del Neerlandés, la mayor asociación de hablantes de neerlandés fuera del mundo de habla neerlandesa, tiene su sede en la Casa de los Países Bajos.

## Krameramtshaus
El edificio conocido como Krameramtshaus existe desde 1589, cuando se construyó como lugar de encuentro y almacén del gremio de los tenderos. Durante las negociaciones de la Paz de Westfalia, que puso fin a la guerra de los Treinta Años en Alemania y a la guerra de los Ochenta Años entre las Provincias Unidas y el Imperio español, sirvió de alojamiento para los enviados holandeses. De 1646 a 1648 las negociaciones tuvieron lugar alternativamente en los cuarteles de los enviados participantes. El 30 de enero de 1648 se firmó finalmente el tratado hispano-holandés, la Paz de Münster, en el Krameramtshaus. El 15 de mayo de 1648 se intercambiaron los instrumentos de ratificación y se invocó la paz en una ceremonia solemne. En esta ocasión, el enviado español, el Conde de Peñaranda, había pedido la Sala del Consejo en la planta baja del ayuntamiento de la ciudad, que más tarde se llamó Sala de la Paz. A la izquierda del Krameramtshaus estaba el Hülshoff'sche Hof, demolido a finales del siglo XIX, que fue propiedad de la familia noble Droste zu Hülshoff de 1677 a 1816.
Como curiosidades, entre 1909 y 1993 el edificio albergó la biblioteca pública de Münster. En la chimenea está el famoso dicho "Ehr es Dwang gnog", que en alemán antiguo quiere decir "el honor es obligación suficiente". La poeta, filósofa e historiadora alemana Ricarda Huch interpreta estas palabras de la siguiente manera:

Münster es una ciudad en cuyo escudo de armas una querría escribir las palabras que se encuentran en la sala del gremio de los tenderos, sobre la chimenea: Ehr is dwang nog - el honor es obligación suficiente. El hombre libre, y según la opinión de la época este es el hombre superior, no puede soportar que le obliguen, pero él se obliga a sí mismo por su honor.
Ricarda Huch

Antes de su destrucción en la Segunda Guerra Mundial, la frase estaba en un estandarte que se enrollaba a través de ramas de laurel y roble y una corona en el centro. Hoy en día, el lema del gremio de los tenderos se puede ver como un fresco sobre la mampostería de la sala dentro de la Casa de la Casa de los Países Bajos.